# Europese kampioenschappen beachvolleybal 2018 (mannen)
Het mannentoernooi tijdens de Europese kampioenschappen beachvolleybal 2018 werd van 15 juli tot en met 22 juli gehouden in Nederland. Het Noorse duo Anders Berntsen Mol en Christian Sandlie Sørum won de titel door in de finale het Letse duo Jānis Šmēdiņš en Aleksandrs Samoilovs in twee sets te verslaan. Het brons ging naar het Spaanse duo Pablo Herrera Allepuz en Adrián Gavira Collado dat in de troostfinale van het Russische duo Konstantin Semjonov en Ilja Lesjoekov won.

## Groepsfase
|  | Naar laatste 16  |
|  | Naar tussenronde |

### Groep A
| # | Ploeg               | Punten | Wedstrijden | Wedstrijden | Spelpunten | Spelpunten | Spelpunten | Sets | Sets | Sets  |
| # | Ploeg               | Punten | W           | V           | W          | V          | Ratio      | W    | V    | Ratio |
| - | ------------------- | ------ | ----------- | ----------- | ---------- | ---------- | ---------- | ---- | ---- | ----- |
| 1 | Beeler / Krattiger  | 5      | 2           | 1           | 145        | 128        | 1,133      | 5    | 3    | 1,667 |
| 2 | Perusic / Schweiner | 5      | 2           | 1           | 138        | 133        | 1,038      | 4    | 4    | 1,000 |
| 3 | Nicolai / Lupo      | 4      | 1           | 2           | 137        | 135        | 1,015      | 4    | 4    | 1,000 |
| 4 | Kolaric / Basta     | 4      | 1           | 2           | 123        | 147        | 0,837      | 3    | 5    | 0,600 |

| Datum   |                     | Score |                     | Set 1   | Set 2   | Set 3   |
| ------- | ------------------- | ----- | ------------------- | ------- | ------- | ------- |
| 16 juli | Nicolai / Lupo      | 2 – 0 | Kolaric / Basta     | 21 – 13 | 21 – 16 |         |
| 16 juli | Perusic / Schweiner | 0 – 2 | Beeler / Krattiger  | 16 – 21 | 14 – 21 |         |
| 18 juli | Nicolai / Lupo      | 1 – 2 | Beeler / Krattiger  | 21 – 16 | 18 – 21 | 9 – 15  |
| 18 juli | Perusic / Schweiner | 2 – 1 | Kolaric / Basta     | 18 – 21 | 21 – 13 | 15 – 10 |
| 19 juli | Nicolai / Lupo      | 1 – 2 | Perusic / Schweiner | 21 – 18 | 14 – 21 | 12 – 15 |
| 19 juli | Beeler / Krattiger  | 1 – 2 | Kolaric / Basta     | 21 – 14 | 17 – 21 | 13 – 15 |

### Groep B
| # | Ploeg                   | Punten | Wedstrijden | Wedstrijden | Spelpunten | Spelpunten | Spelpunten | Sets | Sets | Sets  |
| # | Ploeg                   | Punten | W           | V           | W          | V          | Ratio      | W    | V    | Ratio |
| - | ----------------------- | ------ | ----------- | ----------- | ---------- | ---------- | ---------- | ---- | ---- | ----- |
| 1 | Brouwer / Meeuwsen      | 6      | 3           | 0           | 139        | 112        | 1,241      | 6    | 0    | MAX   |
| 2 | Koekelkoren / Van Walle | 5      | 2           | 1           | 112        | 105        | 1,067      | 4    | 2    | 2,000 |
| 3 | Giginoglu / Gögtepe     | 4      | 1           | 2           | 121        | 122        | 0,992      | 2    | 4    | 0,500 |
| 4 | Kujawiak / Rudol        | 3      | 0           | 3           | 102        | 135        | 0,756      | 0    | 6    | 0,000 |

| Datum   |                         | Score |                         | Set 1   | Set 2   | Set 3 |
| ------- | ----------------------- | ----- | ----------------------- | ------- | ------- | ----- |
| 16 juli | Brouwer / Meeuwsen      | 2 – 0 | Giginoglu / Gögtepe     | 25 – 23 | 21 – 19 |       |
| 16 juli | Kujawiak / Rudol        | 0 – 2 | Koekelkoren / Van Walle | 14 – 21 | 12 – 21 |       |
| 18 juli | Brouwer / Meeuwsen      | 2 – 0 | Koekelkoren / Van Walle | 21 – 16 | 21 – 12 |       |
| 18 juli | Kujawiak / Rudol        | 0 – 1 | Giginoglu / Gögtepe     | 17 – 21 | 17 – 21 |       |
| 19 juli | Brouwer / Meeuwsen      | 2 – 0 | Kujawiak / Rudol        | 21 – 14 | 30 – 28 |       |
| 19 juli | Koekelkoren / Van Walle | 2 – 0 | Giginoglu / Gögtepe     | 21 – 19 | 21 – 18 |       |

### Groep C
| # | Ploeg                  | Punten | Wedstrijden | Wedstrijden | Spelpunten | Spelpunten | Spelpunten | Sets | Sets | Sets  |
| # | Ploeg                  | Punten | W           | V           | W          | V          | Ratio      | W    | V    | Ratio |
| - | ---------------------- | ------ | ----------- | ----------- | ---------- | ---------- | ---------- | ---- | ---- | ----- |
| 1 | Semjonov / Lesjoekov   | 6      | 3           | 0           | 126        | 94         | 1,340      | 6    | 0    | MAX   |
| 2 | Doppler / Horst        | 5      | 2           | 1           | 135        | 120        | 1,125      | 4    | 3    | 1,333 |
| 3 | Prudel / Szalankiewicz | 4      | 1           | 2           | 143        | 145        | 0,986      | 3    | 5    | 0,600 |
| 4 | Van der Ham / Vismans  | 3      | 0           | 3           | 94         | 139        | 0,676      | 1    | 6    | 0,167 |

| Datum   |                        | Score |                        | Set 1   | Set 2   | Set 3   |
| ------- | ---------------------- | ----- | ---------------------- | ------- | ------- | ------- |
| 16 juli | Doppler / Horst        | 2 – 0 | Van der Ham / Vismans  | 21 – 13 | 21 – 11 |         |
| 16 juli | Prudel / Szalankiewicz | 0 – 2 | Semjonov / Lesjoekov   | 15 – 21 | 19 – 21 |         |
| 17 juli | Doppler / Horst        | 0 – 2 | Semjonov / Lesjoekov   | 19 – 21 | 17 – 21 |         |
| 17 juli | Prudel / Szalankiewicz | 2 – 1 | Van der Ham / Vismans  | 19 – 21 | 21 – 15 | 15 – 10 |
| 19 juli | Doppler / Horst        | 2 – 1 | Prudel / Szalankiewicz | 27 – 25 | 15 – 21 | 15 – 8  |
| 19 juli | Semjonov / Lesjoekov   | 2 – 0 | Van der Ham / Vismans  | 21 – 12 | 21 – 12 |         |

### Groep D
| # | Ploeg                 | Punten | Wedstrijden | Wedstrijden | Spelpunten | Spelpunten | Spelpunten | Sets | Sets | Sets  |
| # | Ploeg                 | Punten | W           | V           | W          | V          | Ratio      | W    | V    | Ratio |
| - | --------------------- | ------ | ----------- | ----------- | ---------- | ---------- | ---------- | ---- | ---- | ----- |
| 1 | Kantor / Łosiak       | 6      | 3           | 0           | 136        | 121        | 1,124      | 6    | 1    | 6,000 |
| 2 | Heidrich / Gerson     | 4      | 1           | 2           | 122        | 131        | 0,931      | 3    | 4    | 0,750 |
| 3 | Boehlé / Van de Velde | 4      | 1           | 2           | 153        | 152        | 1,007      | 3    | 5    | 0,600 |
| 4 | Caminati / Rossi      | 4      | 1           | 2           | 150        | 157        | 0,955      | 3    | 5    | 0,600 |

| Datum   |                   | Score |                       | Set 1   | Set 2   | Set 3   |
| ------- | ----------------- | ----- | --------------------- | ------- | ------- | ------- |
| 15 juli | Caminati / Rossi  | 1 – 2 | Boehlé / Van de Velde | 18 – 21 | 31 – 29 | 9 – 15  |
| 16 juli | Kantor / Łosiak   | 2 – 0 | Heidrich / Gerson     | 21 – 14 | 21 – 16 |         |
| 17 juli | Kantor / Łosiak   | 2 – 1 | Boehlé / Van de Velde | 14 – 21 | 23 – 21 | 15 – 11 |
| 17 juli | Caminati / Rossi  | 2 – 1 | Heidrich / Gerson     | 18 – 21 | 21 – 17 | 15 – 12 |
| 19 juli | Kantor / Łosiak   | 2 – 0 | Caminati / Rossi      | 21 – 19 | 21 – 19 |         |
| 19 juli | Heidrich / Gerson | 2 – 0 | Boehlé / Van de Velde | 21 – 19 | 21 – 16 |         |

### Groep E
| # | Ploeg                  | Punten | Wedstrijden | Wedstrijden | Spelpunten | Spelpunten | Spelpunten | Sets | Sets | Sets  |
| # | Ploeg                  | Punten | W           | V           | W          | V          | Ratio      | W    | V    | Ratio |
| - | ---------------------- | ------ | ----------- | ----------- | ---------- | ---------- | ---------- | ---- | ---- | ----- |
| 1 | Mol / Sørum            | 6      | 3           | 0           | 126        | 81         | 1,556      | 6    | 0    | MAX   |
| 2 | Thiercy / Gauthier-Rat | 4      | 1           | 2           | 122        | 122        | 1,000      | 3    | 4    | 0,750 |
| 3 | Sivolap / Jarzoetkin   | 4      | 1           | 2           | 97         | 120        | 0,808      | 2    | 4    | 0,500 |
| 4 | Krasilnikov / Ljamin   | 4      | 1           | 2           | 114        | 136        | 0,838      | 2    | 5    | 0,400 |

| Datum   |                      | Score |                        | Set 1   | Set 2   | Set 3   |
| ------- | -------------------- | ----- | ---------------------- | ------- | ------- | ------- |
| 16 juli | Krasilnikov / Ljamin | 0 – 2 | Sivolap / Jarzoetkin   | 17 – 21 | 19 – 21 |         |
| 16 juli | Mol / Sørum          | 2 – 0 | Thiercy / Gauthier-Rat | 21 – 10 | 21 – 18 |         |
| 18 juli | Krasilnikov / Ljamin | 2 – 1 | Thiercy / Gauthier-Rat | 21 – 18 | 14 – 21 | 15 – 13 |
| 18 juli | Mol / Sørum          | 2 – 0 | Sivolap / Jarzoetkin   | 21 – 10 | 21 – 15 |         |
| 19 juli | Krasilnikov / Ljamin | 0 – 2 | Mol / Sørum            | 15 – 21 | 13 – 21 |         |
| 19 juli | Sivolap / Jarzoetkin | 0 – 2 | Thiercy / Gauthier-Rat | 15 – 21 | 15 – 21 |         |

### Groep F
| # | Ploeg                   | Punten | Wedstrijden | Wedstrijden | Spelpunten | Spelpunten | Spelpunten | Sets | Sets | Sets  |
| # | Ploeg                   | Punten | W           | V           | W          | V          | Ratio      | W    | V    | Ratio |
| - | ----------------------- | ------ | ----------- | ----------- | ---------- | ---------- | ---------- | ---- | ---- | ----- |
| 1 | Stojanovski / Velitsjko | 6      | 3           | 0           | 140        | 111        | 1,261      | 6    | 1    | 6,000 |
| 2 | Pļaviņš / Tocs          | 5      | 2           | 1           | 132        | 111        | 1,500      | 5    | 2    | 2,500 |
| 3 | Berntsen / Mol          | 4      | 1           | 2           | 106        | 107        | 0,991      | 2    | 4    | 0,500 |
| 4 | Dumek / Bercik          | 3      | 0           | 3           | 77         | 126        | 0,611      | 0    | 6    | 0,000 |

| Datum   |                         | Score |                | Set 1   | Set 2   | Set 3   |
| ------- | ----------------------- | ----- | -------------- | ------- | ------- | ------- |
| 16 juli | Stojanovski / Velitsjko | 2 – 0 | Dumek / Bercik | 21 – 12 | 21 – 15 |         |
| 16 juli | Pļaviņš / Tocs          | 2 – 0 | Berntsen / Mol | 21 – 11 | 21 – 17 |         |
| 18 juli | Stojanovski / Velitsjko | 2 – 0 | Berntsen / Mol | 21 – 17 | 21 – 19 |         |
| 18 juli | Pļaviņš / Tocs          | 2 – 0 | Dumek / Bercik | 21 – 15 | 21 – 12 |         |
| 19 juli | Stojanovski / Velitsjko | 2 – 1 | Pļaviņš / Tocs | 19 – 21 | 21 – 13 | 26 – 14 |
| 19 juli | Berntsen / Mol          | 2 – 0 | Dumek / Bercik | 21 – 15 | 21 – 8  |         |

### Groep G
| # | Ploeg                   | Punten | Wedstrijden | Wedstrijden | Spelpunten | Spelpunten | Spelpunten | Sets | Sets | Sets  |
| # | Ploeg                   | Punten | W           | V           | W          | V          | Ratio      | W    | V    | Ratio |
| - | ----------------------- | ------ | ----------- | ----------- | ---------- | ---------- | ---------- | ---- | ---- | ----- |
| 1 | Šmēdiņš / Samoilovs     | 6      | 3           | 0           | 132        | 116        | 1,138      | 6    | 1    | 6,000 |
| 2 | Fijałek / Bryl          | 5      | 2           | 1           | 118        | 102        | 1,157      | 4    | 2    | 2,000 |
| 3 | Bergmann / Harms        | 4      | 1           | 2           | 133        | 135        | 0,985      | 3    | 5    | 0,600 |
| 4 | Rumsevicius / Kazdailis | 3      | 0           | 3           | 110        | 140        | 0,786      | 1    | 6    | 0,167 |

| Datum   |                         | Score |                         | Set 1   | Set 2   | Set 3   |
| ------- | ----------------------- | ----- | ----------------------- | ------- | ------- | ------- |
| 16 juli | Šmēdiņš / Samoilovs     | 2 – 1 | Bergmann / Harms        | 21 – 13 | 11 – 21 | 15 – 12 |
| 16 juli | Fijałek / Bryl          | 2 – 0 | Rumsevicius / Kazdailis | 21 – 11 | 21 – 17 |         |
| 17 juli | Šmēdiņš / Samoilovs     | 2 – 0 | Rumsevicius / Kazdailis | 21 – 16 | 22 – 20 |         |
| 17 juli | Fijałek / Bryl          | 2 – 0 | Bergmann / Harms        | 21 – 15 | 21 – 17 |         |
| 19 juli | Šmēdiņš / Samoilovs     | 2 – 0 | Fijałek / Bryl          | 21 – 16 | 21 – 18 |         |
| 19 juli | Rumsevicius / Kazdailis | 1 – 2 | Bergmann / Harms        | 14 – 21 | 21 – 19 | 11 – 15 |

### Groep H
| # | Ploeg               | Punten | Wedstrijden | Wedstrijden | Spelpunten | Spelpunten | Spelpunten | Sets | Sets | Sets  |
| # | Ploeg               | Punten | W           | V           | W          | V          | Ratio      | W    | V    | Ratio |
| - | ------------------- | ------ | ----------- | ----------- | ---------- | ---------- | ---------- | ---- | ---- | ----- |
| 1 | Herrera / Gavira    | 6      | 3           | 0           | 138        | 112        | 1,232      | 6    | 1    | 6,000 |
| 2 | Varenhorst / Bouter | 5      | 2           | 1           | 120        | 104        | 1,154      | 4    | 2    | 2,000 |
| 3 | Krou / Aye          | 4      | 1           | 2           | 98         | 117        | 0,838      | 2    | 4    | 0,500 |
| 4 | Winter / Hörl       | 3      | 0           | 3           | 113        | 136        | 0,831      | 1    | 6    | 0,167 |

| Datum   |                     | Score |                     | Set 1   | Set 2   | Set 3  |
| ------- | ------------------- | ----- | ------------------- | ------- | ------- | ------ |
| 16 juli | Herrera / Gavira    | 2 – 1 | Winter / Hörl       | 16 – 21 | 21 – 15 | 15 – 7 |
| 16 juli | Varenhorst / Bouter | 2 – 0 | Krou / Aye          | 21 – 9  | 21 – 14 |        |
| 17 juli | Herrera / Gavira    | 2 – 0 | Krou / Aye          | 21 – 14 | 21 – 19 |        |
| 17 juli | Varenhorst / Bouter | 2 – 0 | Winter / Hörl       | 21 – 19 | 21 – 18 |        |
| 19 juli | Herrera / Gavira    | 2 – 0 | Varenhorst / Bouter | 21 – 15 | 23 – 21 |        |
| 19 juli | Krou / Aye          | 2 – 0 | Winter / Hörl       | 21 – 16 | 21 – 17 |        |

## Knockoutfase

### Tussenronde
| Datum   | Wedstrijd | Team 1                  | Score | Team 2                 | Set 1   | Set 2   | Set 3   |
| ------- | --------- | ----------------------- | ----- | ---------------------- | ------- | ------- | ------- |
| 20 juli | 1         | Pļaviņš / Tocs          | 2 – 0 | Sivolap / Jarzoetkin   | 21 – 14 | 21 – 14 |         |
| 20 juli | 2         | Fijałek / Bryl          | 2 – 0 | Giginoglu / Gögtepe    | 21 – 12 | 21 – 12 |         |
| 20 juli | 3         | Koekelkoren / Van Walle | 2 – 1 | Berntsen / Mol         | 14 – 21 | 26 – 24 | 17 – 15 |
| 20 juli | 4         | Varenhorst / Bouter     | 2 – 1 | Bergmann / Harms       | 21 – 15 | 19 – 21 | 15 – 13 |
| 20 juli | 5         | Perusic / Schweiner     | 2 – 1 | Boehlé / Van de Velde  | 21 – 13 | 15 – 21 | 15 – 11 |
| 20 juli | 6         | Heidrich / Gerson       | 2 – 1 | Nicolai / Lupo         | 21 – 19 | 21 – 23 | 15 – 12 |
| 20 juli | 7         | Thiercy / Gauthier-Rat  | 1 – 2 | Prudel / Szalankiewicz | 14 – 21 | 21 – 18 | 8 – 15  |
| 20 juli | 8         | Doppler / Horst         | 1 – 2 | Krou / Aye             | 27 – 25 | 15 – 21 | 9 – 15  |

### Eindronde
| Achtste finale | Achtste finale          | Achtste finale | Achtste finale | Achtste finale |  |   | Kwartfinale             | Kwartfinale          | Kwartfinale | Kwartfinale | Kwartfinale |  |  | Halve finale | Halve finale         | Halve finale | Halve finale | Halve finale |  |  | Finale | Finale              | Finale | Finale | Finale |
|                |                         |                |                |                |  |   |                         |                      |             |             |             |  |  |              |                      |              |              |              |  |  |        |                     |        |        |        |
| 17             | Beeler / Krattiger      | 15             | 21             | 16             |  |   |                         |                      |             |             |             |  |  |              |                      |              |              |              |  |  |        |                     |        |        |        |
| 11             | Pļaviņš / Tocs          | 21             | 19             | 14             |  |   | 17                      | Beeler / Krattiger   | 19          | 18          |             |  |  |              |                      |              |              |              |  |  |        |                     |        |        |        |
| 8              | Herrera / Gavira        | 21             | 21             |                |  | 8 | Herrera / Gavira        | 21                   | 21          |             |             |  |  |              |                      |              |              |              |  |  |        |                     |        |        |        |
| 10             | Fijałek / Bryl          | 19             | 16             |                |  |   |                         |                      |             |             |             |  |  | 8            | Herrera / Gavira     | 19           | 16           |              |  |  |        |                     |        |        |        |
| 12             | Mol / Sørum             | 21             | 19             | 15             |  |   |                         |                      |             |             |             |  |  | 12           | Mol / Sørum          | 21           | 21           |              |  |  |        |                     |        |        |        |
| 18             | Koekelkoren / van Walle | 18             | 21             | 11             |  |   | 12                      | Mol / Sørum          | 13          | 21          | 15          |  |  |              |                      |              |              |              |  |  |        |                     |        |        |        |
| 4              | Kantor / Łosiak         | 21             | 16             | 10             |  | 9 | Varenhorst / Bouter     | 21                   | 16          | 11          |             |  |  |              |                      |              |              |              |  |  |        |                     |        |        |        |
| 9              | Varenhorst / Bouter     | 15             | 21             | 15             |  |   |                         |                      |             |             |             |  |  |              |                      |              |              |              |  |  | 12     | Mol / Sørum         | 21     | 21     |        |
| 19             | Semjonov / Lesjoekov    | 22             | 21             |                |  |   |                         |                      |             |             |             |  |  |              |                      |              |              |              |  |  | 7      | Šmēdiņš / Samoilovs | 17     | 13     |        |
| 16             | Perusic / Schweiner     | 20             | 12             |                |  |   | 19                      | Semjonov / Lesjoekov | 26          | 21          |             |  |  |              |                      |              |              |              |  |  |        |                     |        |        |        |
| 6              | Stojanovski / Velitsjko | 21             | 16             | 15             |  | 6 | Stojanovski / Velitsjko | 24                   | 17          |             |             |  |  |              |                      |              |              |              |  |  |        |                     |        |        |        |
| 13             | Heidrich / Gerson       | 17             | 21             | 15             |  |   |                         |                      |             |             |             |  |  | 19           | Semjonov / Lesjoekov | 15           | 15           |              |  |  |        |                     |        |        |        |
| 7              | Šmēdiņš / Samoilovs     | 21             | 21             |                |  |   |                         |                      |             |             |             |  |  | 7            | Šmēdiņš / Samoilovs  | 21           | 21           |              |  |  |        |                     |        |        |        |
| 14             | Prudel / Szalankiewicz  | 19             | 18             |                |  |   | 7                       | Šmēdiņš / Samoilovs  | 13          | 22          | 15          |  |  |              |                      |              |              |              |  |  |        |                     |        |        |        |
| 2              | Brouwer / Meeuwsen      | 24             | 21             |                |  | 2 | Brouwer / Meeuwsen      | 21                   | 20          | 10          |             |  |  |              |                      |              |              |              |  |  |        |                     |        |        |        |
| 24             | Krou / Aye              | 22             | 15             |                |  |   |                         |                      |             |             |             |  |  |              |                      |              |              |              |  |  |        |                     |        |        |        |

### Finales
| Finale |                     |    |    |  |
|        |                     |    |    |  |
| 12     | Mol / Sørum         | 21 | 21 |  |
| 7      | Šmēdiņš / Samoilovs | 17 | 13 |  |

| Kleine finale |                      |    |    |    |
|               |                      |    |    |    |
| 8             | Herrera / Gavira     | 21 | 13 | 15 |
| 19            | Semjonov / Lesjoekov | 17 | 21 | 12 |